# جوني فريدريك
جوني فريدريك (بالإنجليزية: Johnny Frederick)‏ هو لاعب كرة قاعدة أمريكي، ولد في 26 يناير 1902 في دنفر في الولايات المتحدة، وتوفي في 18 يونيو 1977 في تيغارد في الولايات المتحدة.

## وصلات خارجية
- جوني فريدريك على موقعبيزبول رفرنس.كوم (الدوري الرئيسي) (الإنجليزية)
- جوني فريدريك على موقعبيزبول رفرنس.كوم (الدوري الثانوي) (الإنجليزية)